# Santa Ana Maya
Santa Ana Maya là một đô thị thuộc bang Michoacán, México. Năm 2005, dân số của đô thị này là 11925 người.